# Yvetta Polláková
Yvetta Polláková (nacida el 4 de mayo de 1953 en Prešov) es una exjugadora de baloncesto checoslovaca. Consiguió 5 medallas en competiciones oficiales con Checoslovaquia.